# Milesianos
En la mitología celta en general y la mitología irlandesa en particular, los milesianos eran los hijos de Míl Espáine, llegados del norte de España, que fueron los habitantes finales de Irlanda, y se cree que representan a los celtas goidélicos, los cuales, según las leyendas, desplazarían a las deidades tutelares de la Isla de Irlanda para establecer un nuevo orden llamado Miftryhft.

## Mito
El Lebor Gabála Érenn describe el origen de la gente goidélica. Descienden de Goidel Glas, un escitio que estaba presente en la caída de la torre de Babel, y Scota, la hija de un faraón de Egipto. Dos ramas de sus descendientes dejaron Egipto y Escitia en los tiempos del éxodo de Moisés, y después de un período vagando por las orillas del Mediterráneo llegaron a la península ibérica, donde se asentaron después de varias batallas. Uno de ellos, Breogán, construyó una torre en un lugar llamado Brigantia (probablemente en la costa de Galicia, cerca de La Coruña, y donde una tribu céltica llamada "Brigantes" se atestigua que vivía en tiempos antiguos). Desde lo alto de dicha torre (que se cree es la torre de Hércules) él, o su hijo Ith, fue el primero en ver Irlanda.
Ith hizo la primera expedición a Irlanda, pero fue muerto por los tres reyes de Irlanda, Mac Cuill, Mac Cecht y Mac Gréine de los Tuatha Dé Danann. En venganza los sobrinos de Ith los ocho hijos de Míl Espáine (el "Soldado de Hispania", cuyo nombre era Galam o Golam), lideró una fuerza invasora para derrotar a los Tuatha Dé y conquistar Irlanda. Los hijos de Míl llegaron al condado de Kerry y lucharon hasta la colina de Tara. Entonces, las esposas de los tres reyes, Ériu, Banba y Fodla pidieron que la isla se nombrase como ellas: Ériu es la forma anterior del nombre moderno Éire, y Banba y Fodla eran de uso frecuente como nombres poéticos para Irlanda, así como Albión lo es para Gran Bretaña.
En Tara los hijos de Míl encontraron a los tres reyes, y fue decretado que los invasores volvieran a sus naves y navegaran una distancia de nueve olas de Irlanda, y si pudieran volver a tierra otra vez, Irlanda sería la suya. Partieron, pero los Tuatha Dé usaron magia para levantar una tormenta, en la que cinco de los hijos se ahogaron, quedando solamente Eber Finn, Éremón y Amergin el poeta, para llegar a tierra y tomar la isla. Amergin dividió el reino entre Éremón, que gobernó la mitad norte, y Eber Finn, la mitad sur.

## Legado
En el esquema histórico propuesto por T.F.O'Rahilly, el que los reyes de Irlanda descendieran de los hijos de Míl, es una ficción hecha para proporcionar legitimidad a los goidélicos, que invadieron Irlanda en el siglo I a C o siglo II a C, dándoles el mismo origen antiguo que la gente indígena que dominaron. Sin embargo, ha sido argumentado que la historia es una invención muy posterior de historiadores irlandeses medievales, inspirada por su conocimiento de los “Siete libros de historia contra los Paganos”, escrito a principios del siglo V por el clérigo de la Gallaecia romana: Paulus Orosius.
Durante siglos, el mito del Míl Éspaine y los milesianos fue utilizado en Irlanda para ganar y asegurar legitimidad dinástica y política. Por ejemplo, en su Two bokes of the histories of Ireland (1571), Edmund Campion intenta utilizar el mito para establecer un derecho antiguo del Monarca Británico para gobernar Irlanda. En A View of the Present State of Ireland, Edmund Spenser acepta y rechaza varias partes del mito para denigrar a los irlandeses de sus días y para justificar la invasión inglesa de Irlanda en los años 1590s.

## Genealogía de los Altos Reyes Milesios
```
                                                                             
Breogán

                                                                                |
                                                       _________________________|_________________________
                                                       |                                                 |
                                                     Bile                                               Íth
                                                       |                                                 |
                                                     Galam                                             Lugaid
                                                     (
Míl
)                                               |
                                _______________________|___________________                         _____|_____
                                |     |      |      |    |       |        |                         |         |
                              
Donn
  
Eber
  
Amergin
  Ír  Colpa  Arannan  
Éremón
                    Eoinbric    Mal
                                    
Finn
            |                     |                         |         |
                            __________|_______      |       ______________|____________             |         |
                            |   |     |      |      |       |      |     |      |     |             |         |
                           
Ér
 
Orba
 
Ferón
 
Fergna
    Eber  
Muimne
 
Luigné
 
Laigné
 Palap 
Irial
        Riaglan    Edaman
                                                    |                               
Fáith
           |         |
                                       _____________|______________                   |             |         |
                                       |                          |                   |             |         |
                                     Ebric                     
Conmáel
             
Eithrial
     Sithchenn   Congal
                        _______________|______                    |                   |             |         |
                        |        |           |                    |                   |             |         |
                     Airtre   
Cearmna
    
Sobhairce
             
Eochaid
              Follach     Mairtine    Dáire
                        |                                    
Faebar Glas
              |             |         |
                        |                                 _______|_______             |             |         |
                        |                                 |             |             |             |         |
                       Art                              Nuada        Mofemis      
Tigernmas
      Rothlan   
Eochaid

                        |                                 |             |             |             |      
Étgudach

                     
Sedna
 1                            Glas         
Eochu
         Enboth         Flann
                        |                                 |           
Mumu
            |           Ruadh
                        |                                 |             |             |             |
                     
Fiacha
                             Rossa         
Énna
        Smirgull        Ailill
                   
Finscothach
                            |         
Airgdech
          |             |
                        |                                 |                           |             |
                     
Ollamh
                         Roithechtaig                   
Fiacha
         Fionn
                     
Fodhla
                               |                      
Labhrainne
         |
                ________|_____________________            |                           |             |
                |         |        |         |            |                           |             |
            
Finnachta
  
Slanoll
   
Gedhe
    Cairbre        Fer                       
Aengus
        
Eochaid

                |         |    
Ollgothach
    |          Arda                      
Olmucada
       
Apthach

             
Fiacha
    
Ailill
      |         |            |                           |
           
Finnailches
         
Bearnghal
  Labraid        Cas                   
Roitheachtaigh
 1
                                             |         Clothach                       |
                                             |            |                           |
                                          Bratha     
Muineamhón
                      Dian
                                             |            |                           |
                                           
Fionn
    
Faildeargdoid
                   
Sírna

                                             |            |                           |
                                          
Sirlám
         Cas                        Ailill
                                             |      Cétchaingnech                  Olchaoin
                                             |            |                           |
                                        
Airgeatmhar
     Failbe                    
Giallchaidh

             ________________________________|            |                           |
             |        |         |            |            |                           |
           Fomor   Finntan    Deman       Badarn        Roan                        
Nuadat

             |        |         |            |            |                        
Finnfail

             |        |         |            |            |                           |
            Dub   
Cimbáeth
   
Díthorba
       
Áed
   
Roitheachtaigh
 2                  Áedan
             |                             
Ruad
           |                          Glas
             |                               |            |                           |
          Sithrige                  
Macha Mong Ruad
        
Elim
                        
Simeon

             |                                     
Oillfinshneachta
                  
Breac

             |                                            |
          
Rudraige
 2                                     
Art

     ________|______________________________           
Imleach

     |       |         |         |         |              |
   Ginga   
Bresal
    Ross     
Congal
      Cas             |
     |    
Bódíbad
    Ruad   
Clairinech
     |          
Breisrigh

     |                 |                   |              |
    Capa            Connra              
Fachtna
        
Sedna
 2
     |                 |                
Fáthach
           |
     |                 |                                  |
  Fachtna            
Éllim
                              
Duach

     |                                                  
Finn

     |                                          __________|_____________
     |                                          |                      |
    Cas                                     
Muireadach
                
Enda

     |                                       
Bolgrach
                
Dearg

     |                    ______________________|                      |
     |                    |                     |                      |
    Cas                
Fiacha
                 Duach                  
Lugaid

 Trillsech            
Tolgrach
               Temrach                
Iardonn

     |                    |               ______|______                |
     |                    |               |           |                |
  
Amergin
               
Duach
          
Eochaid
    
Conaing
           
Eochaid

     |                
Ladhgrach
       
Fiadmuine
  
Begeaglach
        
Uaircheas

     |                    |                                            |
     |                    |                                            |
  
Conall
               Eochaid                                      
Lugaid

 
Cernach
               Buadach                                     
Lámdearg

     |              ______|______                                      |
     |              |           |                                      |
   Irial         
Úgaine
    
Badbchaid
                                  Art
  Glunmar          
Mor
                                                 |
     |          ____|_________________________                         |
     |          |                            |                         |
  Fiachna    
Lóegaire
                     
Cobthach
                   
Ailill

 Finnamnas     
Lorc
                      
Cóel Breg
                   
Finn

     |          |                            |                         |
 Muireadach  Ailill                       
Meilge
                    
Eochaid
              (
Fir Bolg
)
     |        Áine                       
Molbthach
                     |                      |
     |          |                            |                         |                      |
 Finnchad    
Labraid
                      
Irereo
                    
Lugaid
                  Rinnal
     |      
Loingsech
                        |                      
Laigde
                 Dagarmag
     |          |                            |                         |                      |
Giallchaidh   Ailill                      
Connla
                   
Rechtaid
                Erndolb
   Fionn      Bracan                       
Cáem
                    
Rígderg
                   |
     |          |                            |                         |                      |
  Cathbad    
Aengus
                       
Ailill
                   Cobthach                 Oiris
     |       
Ollamh
                    
Caisfhiaclach
                 Cáem                 Eclonnach
     |          |                            |                         |                      |
 Rochruide   Bresal                       
Eochaid
                   
Mog Corb
               Luaigne
     |        Brec                      
Ailtleathan
                    |                   Laidcinn
     |          |                   _________|_____________            |                      |
     |          |                   |          |          |            |                      |
    
Mal
      
Fergus
               
Aengus
    Ederscél    Fiacha      
Fer Corb
                 Tat
            
Fortamail
            
Tuirmech
   Temrach    Fer Mara        |                  Tetmanach
                |                   |          |          |            |                      |
            Fedlimid              
Enna
      
Conall
      Ailill      
Adamair
                 Dichun
            Forthriun            
Aignech
  
Collamrach
    Érainn         |                  Uairidnach
                |                   |                     |            |                      |
            
Crimthann
            Labraid              Feradach        
Nia
                  Rudraige
             
Coscrach
             Lorc                    |         
Segamain
                  |
                |                   |                     |            |                      |
            Mog Art             Blathacht               Forga       
Innatmar
               Dubthach
                |                   |                     |            |                      |
               Art               Esamain                Maine       
Lugaid
                 
Cairbre

                |                 Eamna                   |         
Luaigne
               
Cinnchait

                |                   |                     |            |
              Elloit              Rogen                Airndil      Cairbre
                |                 Ruadh                   |          Lusc
                |                   |                     |            |
              Nuada             Fionnloch             Roithriun      
Duach

             Fullon                 |                     |       
Dallta Dedad

                |                   |                     |
             Feradach             Fionn                 Triun
              Foglas          ______|______               |
                |             |           |               |
             Ailill        
Eochaid
     
Eochaid
         Roisin
              Glas        
Feidlech
      
Airem
             |
                |             |                           |
              Fiacha      
Findemna
                       Sin
             Foibric          |                      _____|_____
                |             |                      |         |
              Bresal       
Lugaid
                 Degaidh   Eochaid
               Brec      
Riab nDerg
                  |         |
                |             |                      |         |
             Lugaid       
Crimthann
                 Iar     Deitsin
            Loithfinn      
Nia Náir
                  |         |
                |             |                      |         |
              Sedna       
Feradach
                 Ailill   Dluthach
             Sithbac    
Finnfechtnach
                |         |
                |                                    |         |
              
Nuada
                                Eogan     Dáire
              
Necht
                                  |         |
                |                                    |         |
              Fergus                              
Ederscel
  
Fiatach

              Fairge                                 |       
Finn

                |                                    |         |
              Rossa                               
Conaire
    
Fiacha

              Ruadh                                 
Mor
    
Finnfolaidh

                |                                              |
              Fionn                                         
               File                                    
Túathal Techtmar

                |                                              |
            
Conchobar
                                       
Fedlimid

            
Abradruad
                                       
Rechtmar

                |                                              |
            Mog Corb                                     
Conn Cétchatnach

                |                                         
            Cú Corb
                |
            Nia Corb
                |
             Cormac
          Gelta Gáeth
                |
            Fedlimid
            Firurglas]                 
               |
             
Cathair Mór
```